# Dodge Viper (SR I)
 (juillet 2020).
Cet article concerne la première génération de la voiture de sport Dodge Viper. Pour des informations générales sur la voiture, voir Dodge Viper.
La Dodge Viper (SR I) est la première génération de la voiture de sport Viper, fabriquée par le constructeur automobile américain Dodge. Elle a, à l'origine, été testée en janvier 1989 en tant que prototype, puis présentée plus tard en 1991 en tant que voiture de course pour l'Indianapolis 500, puis finalement mise en vente en janvier 1992.
La SR I a commencé la gamme des modèles Dodge Viper, qui se poursuivra jusqu'en 2017, composée de cinq générations.
La SR I a été remplacée en 1995 par la SR II mise à jour.

## Histoire et évolution

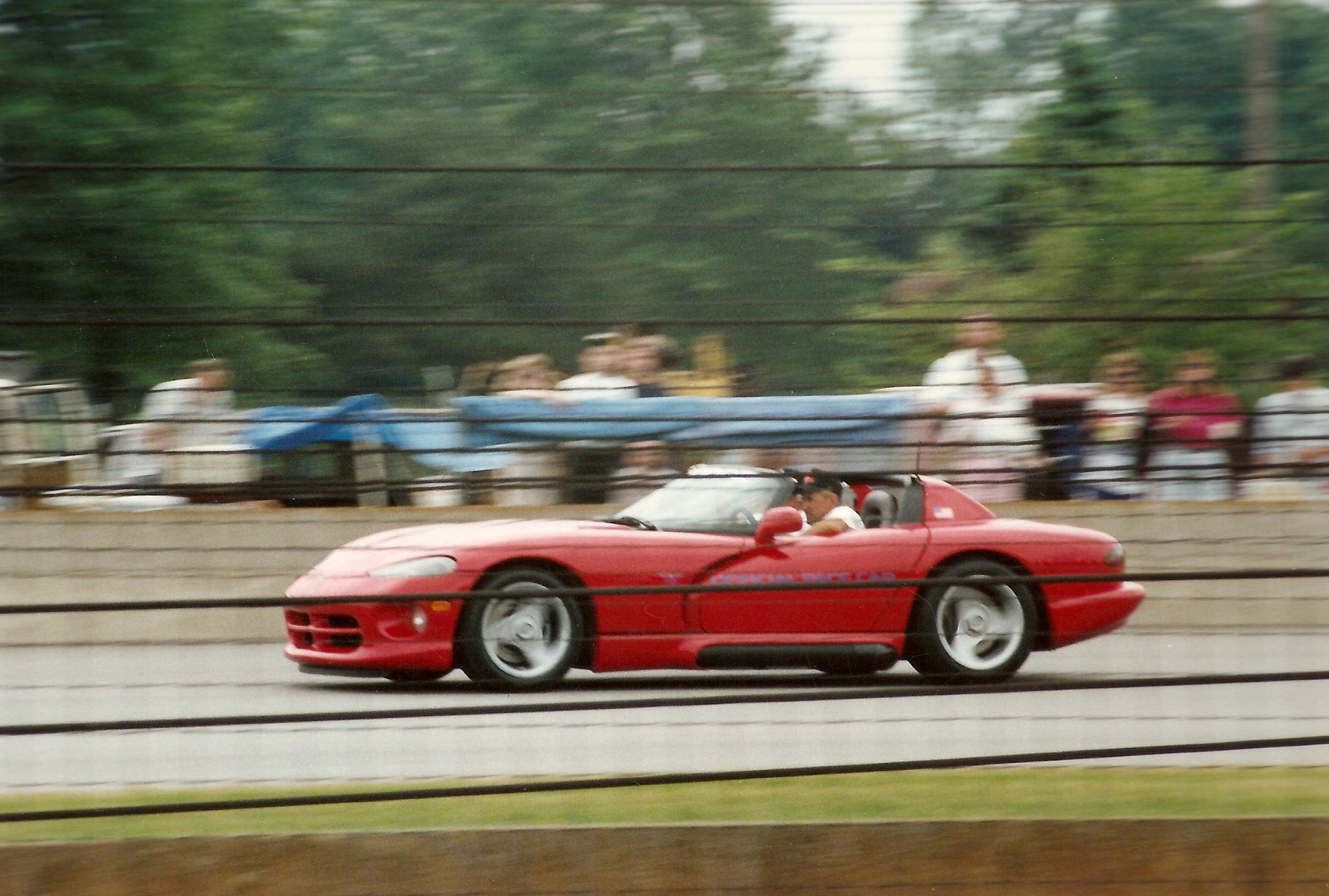
1991 Dodge Viper Indianapolis 500 Pace Car

La Viper originale devait être une voiture de sport et de performance. Le projet a été lancé en 1988 dans les studios de conception avancée de Chrysler, lorsque le président de l'époque, Bob Lutz, a suggéré à Tom Gale que la société devrait envisager la production d'une AC Cobra moderne. Un modèle en argile a été créé des mois plus tard, et la voiture est apparue en 1989 en tant que concept au North American International Auto Show. L'ingénieur en chef Roy Sjoberg a ensuite été chargé de développer la voiture après que les réactions publiques du concept initial aient été très positives.
La Team Viper a ensuite été formé avec 85 ingénieurs sélectionnés par Sjoberg, et le développement de la voiture a commencé en mars 1989 et s'est achevé en février 1990.
Elle a ensuite été introduite en 1991 à l'Indianapolis 500 de la même année avec une voiture de pré-production conduite par Carroll Shelby, forcée de remplacer la Dodge Stealth en raison de plaintes provenant de la United Automobile Workers. Elle a ensuite été mis en vente sous le nom de Dodge Viper RT / 10 Roadster en janvier 1992.

## Ingénierie et conception
La Viper ne dispose pas d'aides à la conduite modernes telles que l'antipatinage et les freins antiblocage. La voiture n'a pas non plus de poignées de porte extérieures ni de serrures à clé, et à la place, l'entrée se fait en décompressant une fenêtre en vinyle pour atteindre la poignée de déverrouillage dans l'intérieur de la porte (lorsque la toile / le toit rigide est en place). Aucune climatisation n'a été installée dans la voiture (l'option pour la climatisation a été ajoutée sur les modèles ultérieurs). Il n'y avait pas non plus d'airbags pour réduire le poids. Le toit était en toile et les fenêtres étaient en vinyle et des fermetures éclair étaient utilisées pour les ouvrir et les fermer. Malgré ce manque de fonctionnalités, la voiture avait encore certaines fonctionnalités pour qu'elle soit tolérable en tant que voiture quotidienne, comme des sièges réglables manuellement avec support lombaire, un lecteur stéréo AM / FM, une horloge et de la moquette.
Les modèles ultérieurs de la Viper ont permis l'option d'un toit rigide léger en fibre de verre pour remplacer le toit souple en toile standard.
Lamborghini, qui appartenait à l'époque à la Chrysler Corporation, a aidé à la conception du moteur V10 en alliage d'aluminium de la voiture, avec une conception basée sur le moteur LA de Chrysler. Dick Winkles, l'ingénieur en chef, a été un contributeur majeur dans le projet du moteur et a passé du temps en Italie dans le but de développer le moteur.

## Caractéristiques et performances
Le moteur générait une puissance maximale de 400 ch (298 kW ; 406 ch) à 4 600 tr/min et 630 N m et 3 600 tr/min, et pesait 323 kg. L'économie de carburant évaluée par l'Environmental Protection Agency des États-Unis est de 20 litres aux 100 km en conduite urbaine et de 12 litres aux 100 km sur autoroute, tout cela possible grâce à un long engrenage.
La Dodge Viper a un poids à vide de 1 490 kg, avec le cadre en acier tubulaire de la carrosserie et les panneaux en fibre de verre moulée par transfert de résine.
La voiture est capable d'accélérer de 0 à 97 km/h en 4,6 secondes, de 0 à 161 km/h en 9,2 secondes et de parcourir un quart de mile (402 m) en 12,6 secondes à une vitesse de 183,1 km/h et a une vitesse maximale de 266 km/h. Ses gros pneus permettent à la voiture de faire une moyenne de 0,96 g latéral dans les virages, ce qui la plaçait parmi les meilleures voitures de performance de son époque, cependant, la voiture se révélait délicate pour les conducteurs non qualifiés.

## Galerie

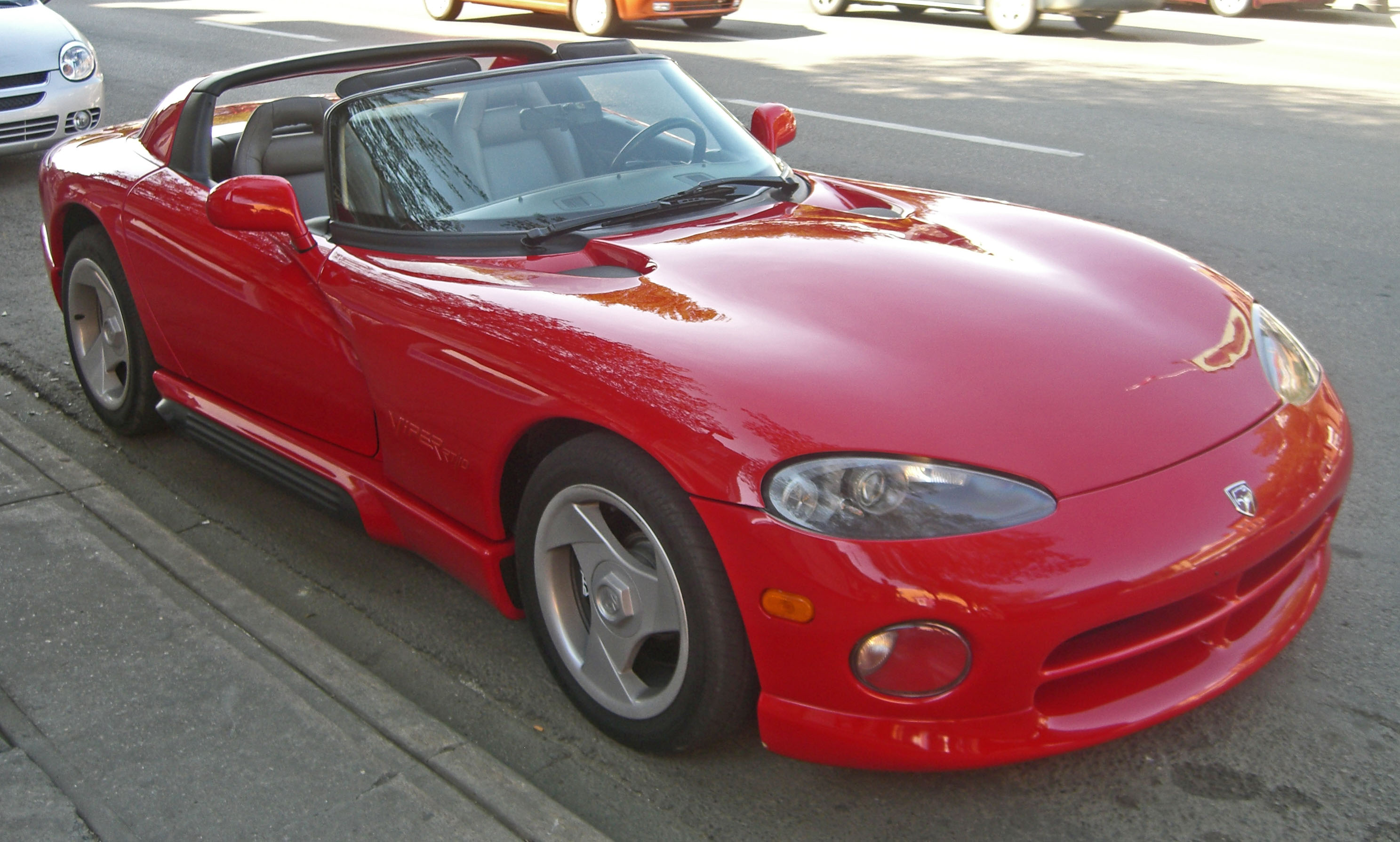
Vue de face (toit ouvert)
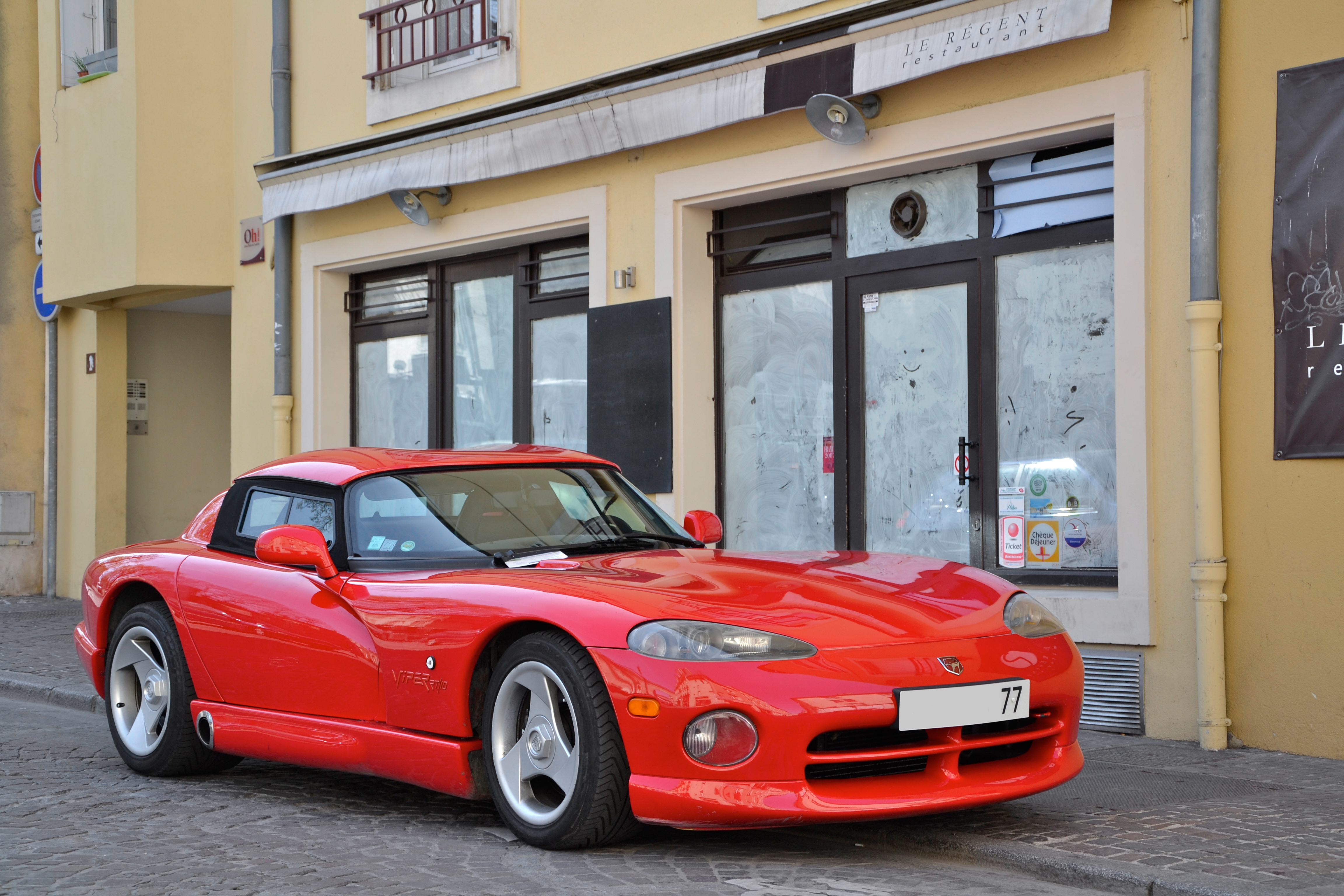
Vue de face (toit rigide)
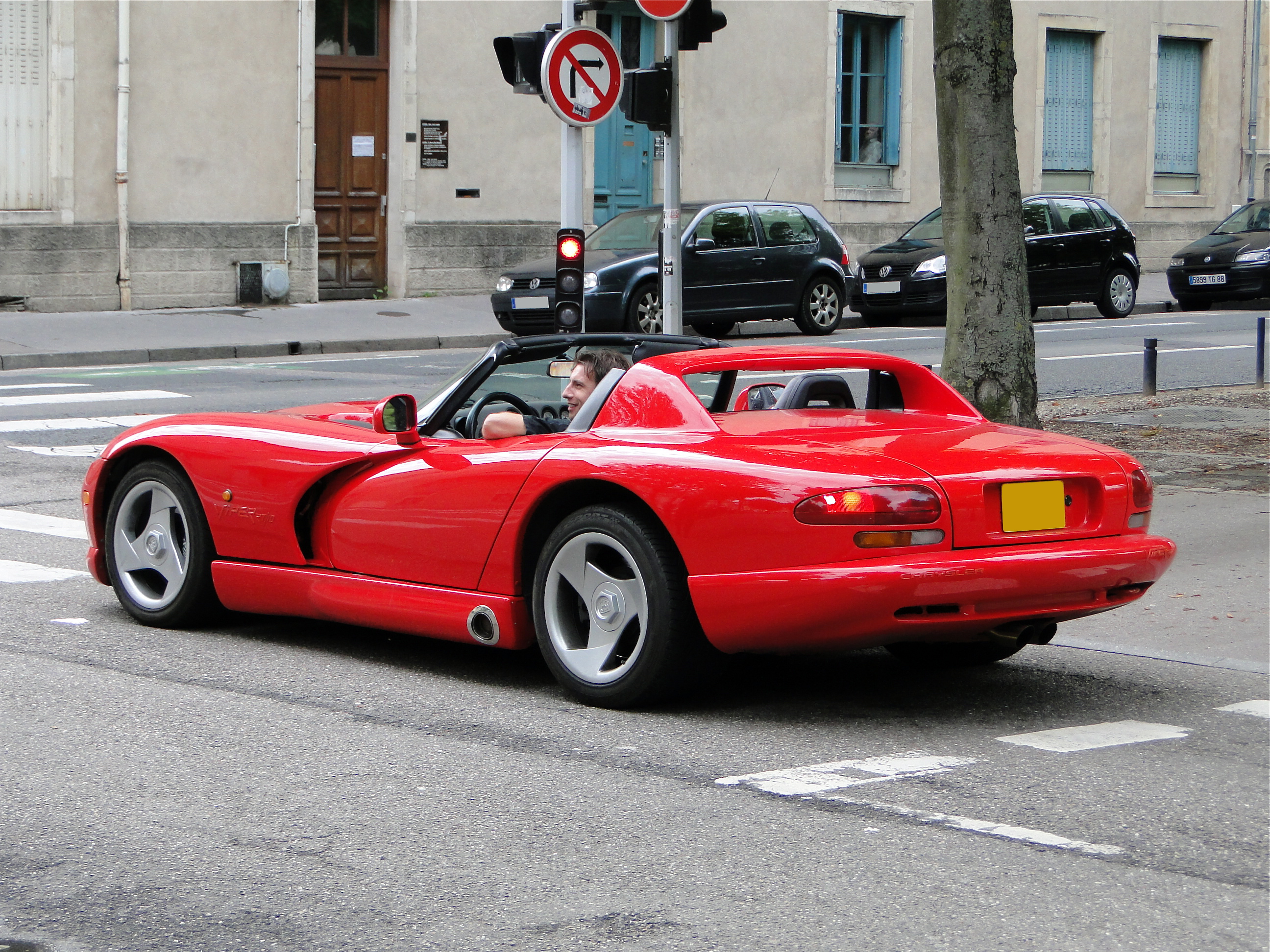
Vue arrière (toit ouvert)
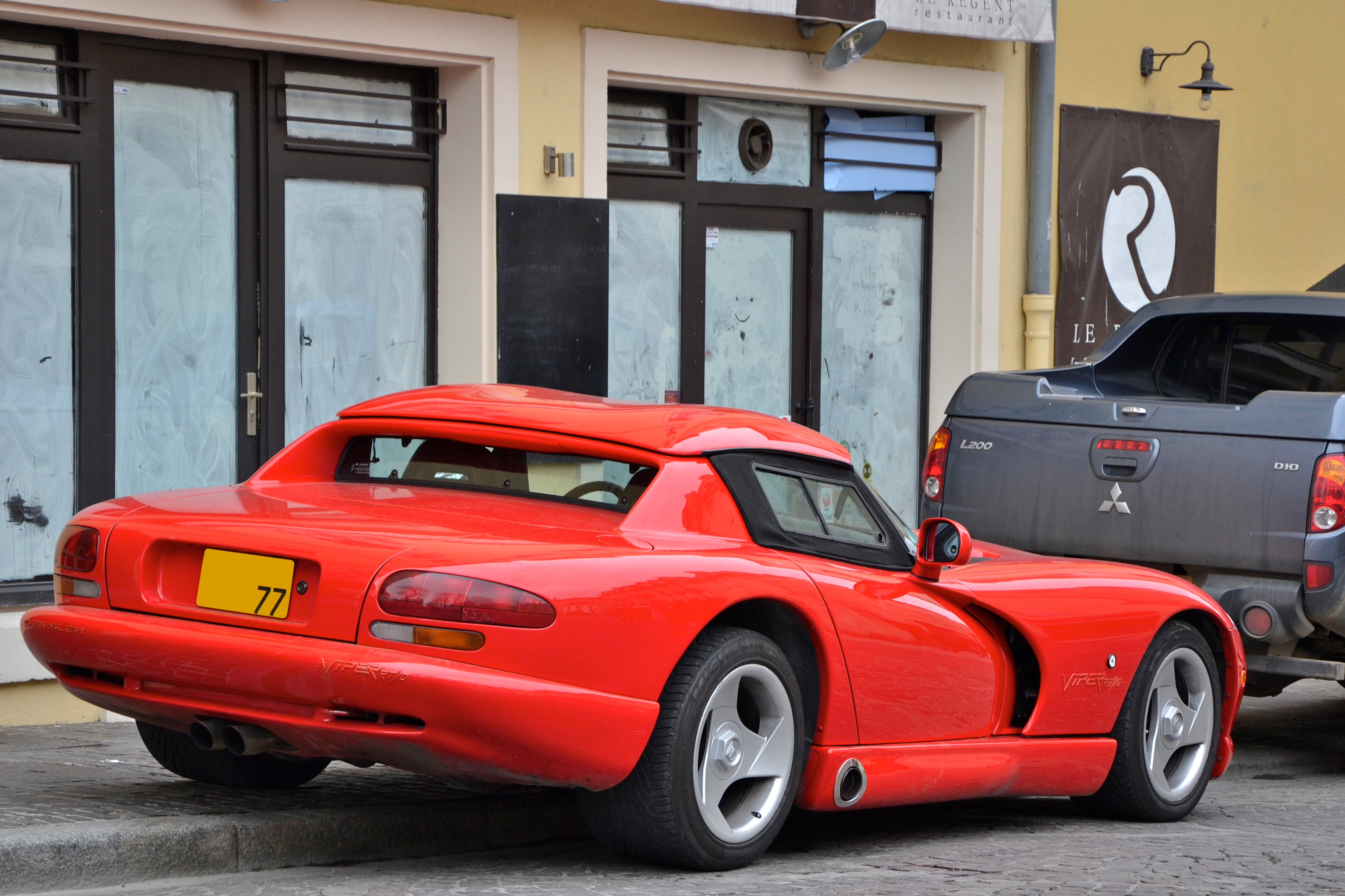
Vue arrière (toit rigide)
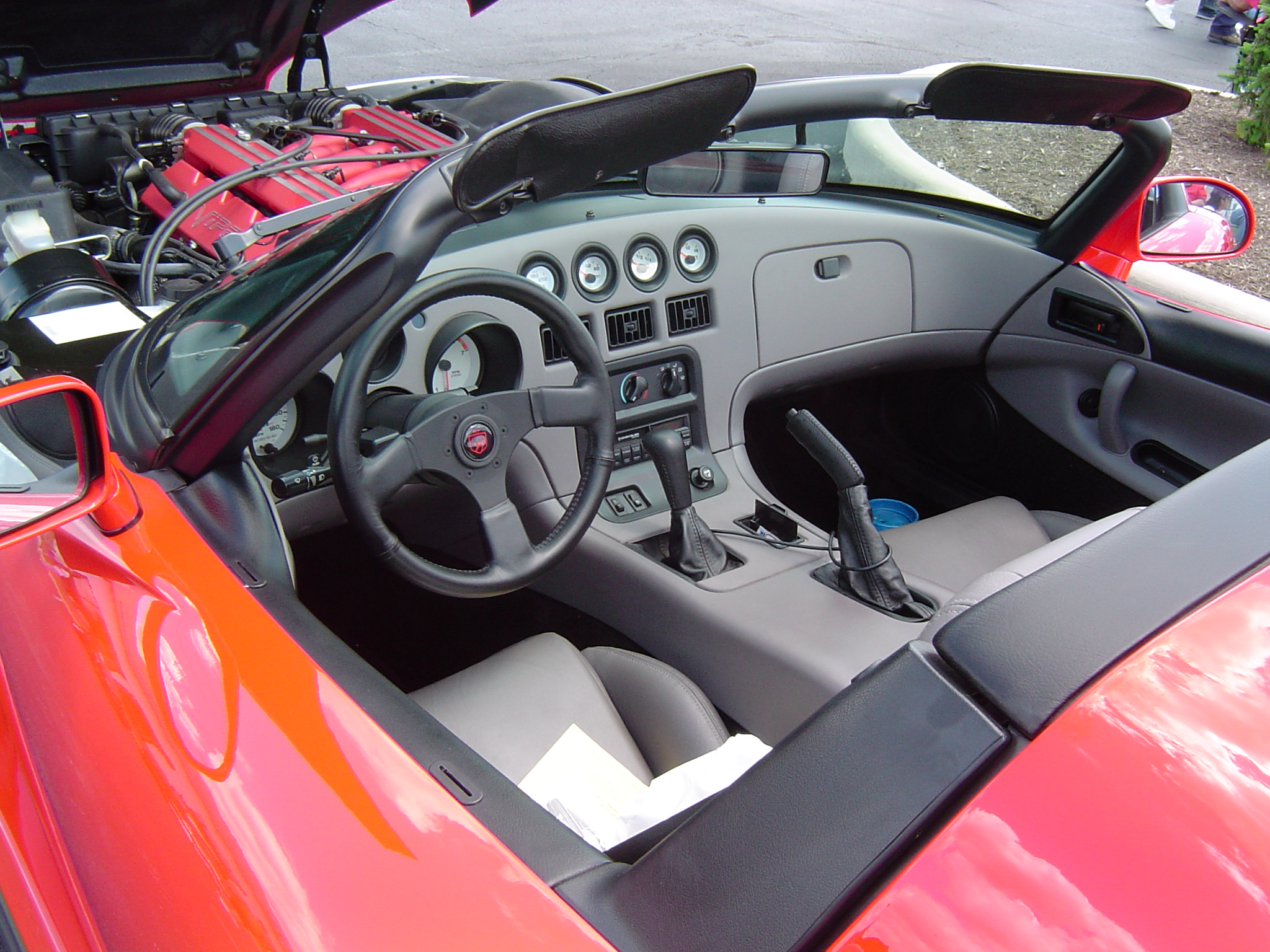
Intérieur
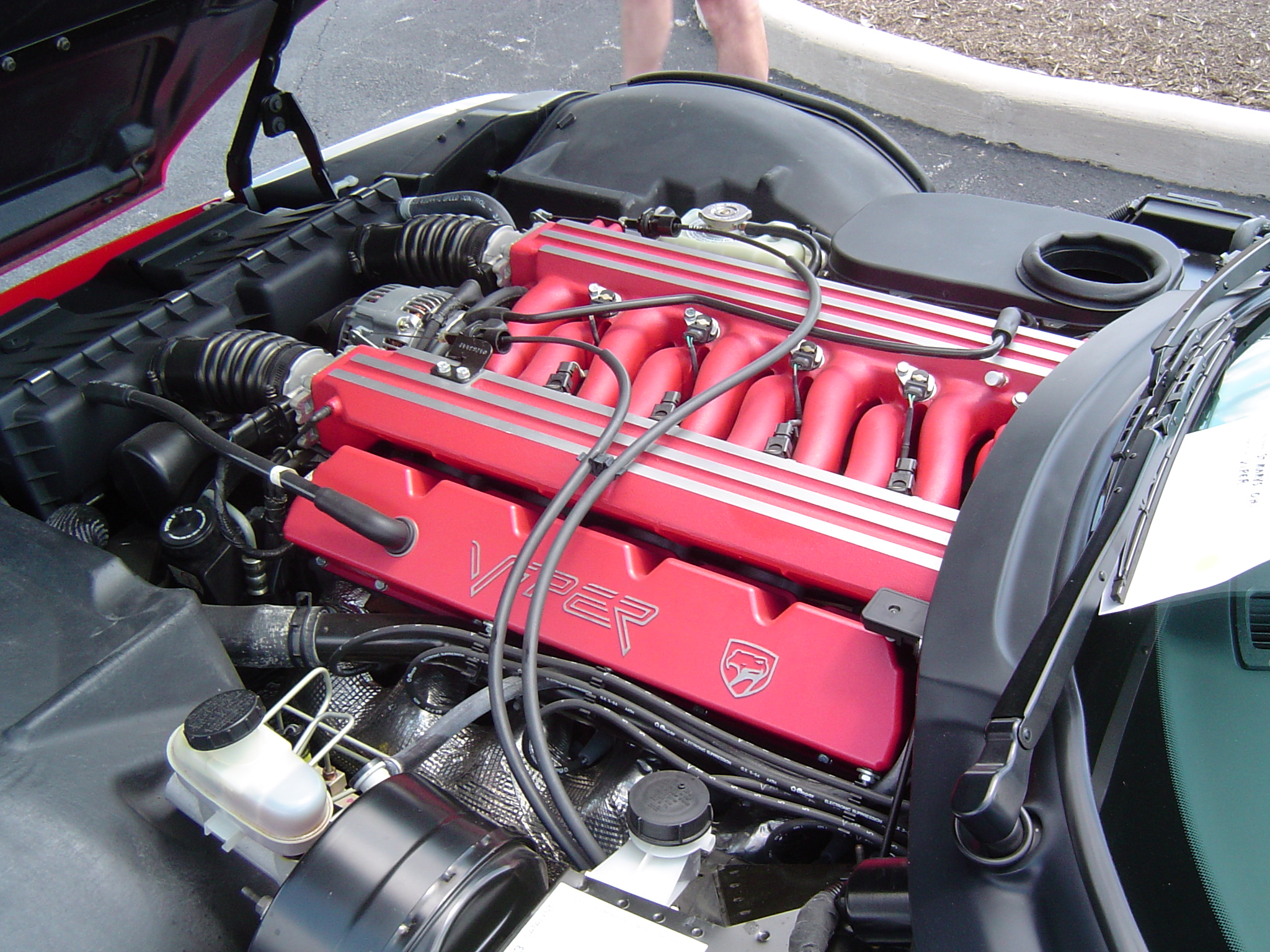
Moteur V10 de 8,0 litres